# Três Paxás

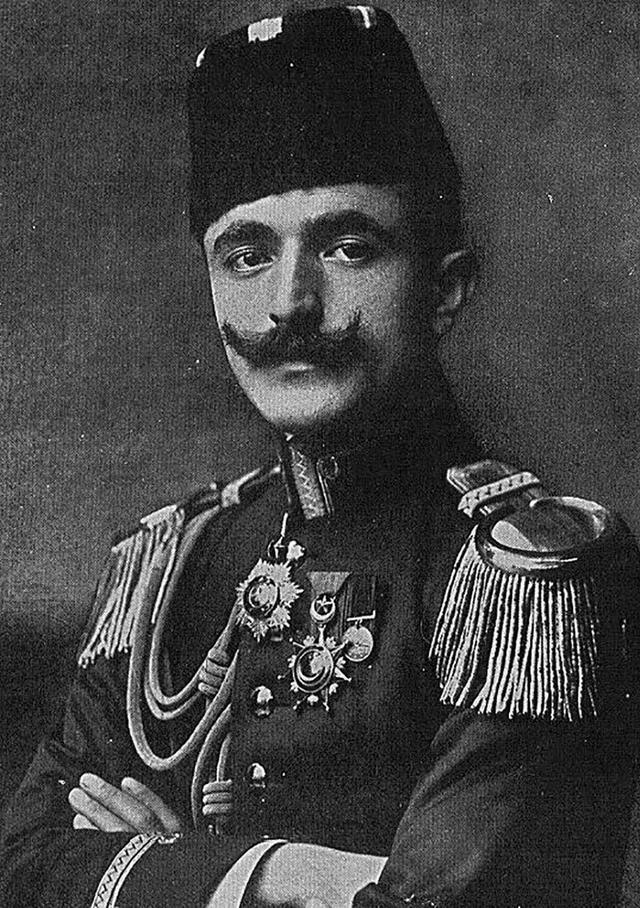
İsmail Enver

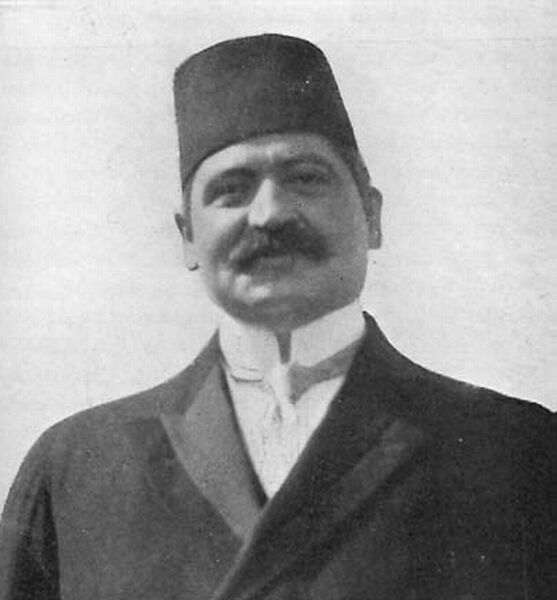
Mehmet Talat

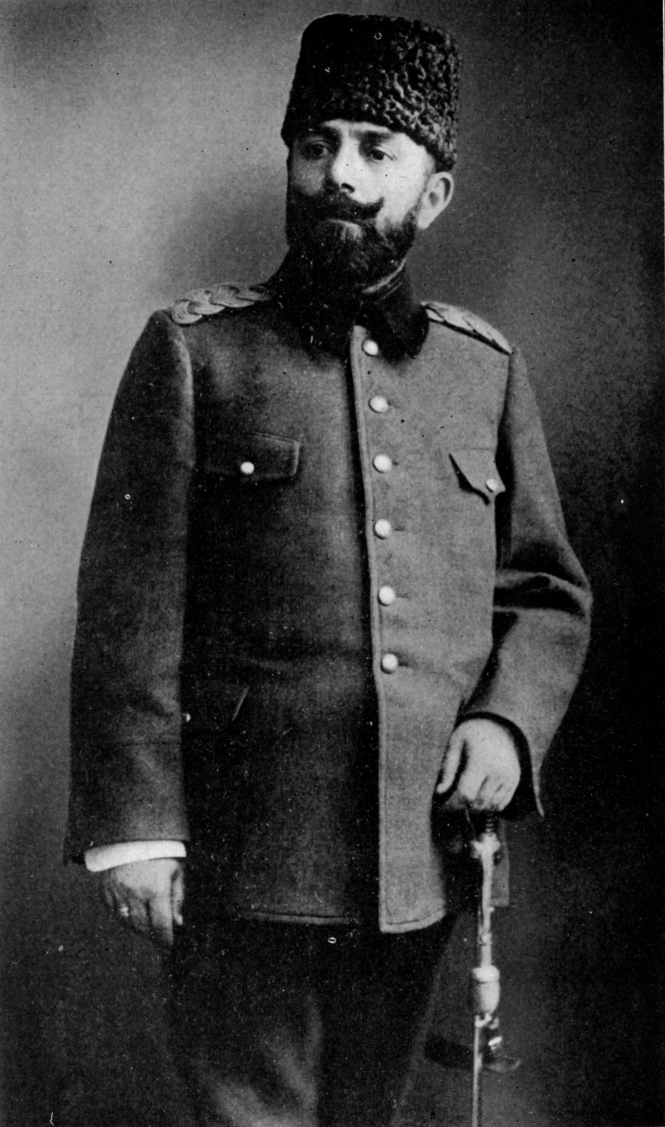
Ahmed Djemal

Os Três Paxás, também conhecido como o "triunvirato ditatorial" do Império Otomano incluía o ministro do interior otomano, Mehmed Talat (1874-1921), o ministro da guerra, İsmail Enver, (1881-1922) e o ministro da marinha, Ahmed Djemal, (1872-1922). Como os organizadores dos Jovens Turcos, foram as figuras políticas dominantes no império durante a Primeira Guerra Mundial.

## Legado
Estudiosos ocidentais afirmam que, depois do Golpe de 1913, esses três homens se tornaram os governantes de facto do Império Otomano até sua sua dissolução após a Primeira Guerra Mundial. Eles eram membros do Comitê de União e Progresso, um partido com metas de criação de um estado "pan-turco" o que significava, nas palavras de Enver Paşa o "deslocamento dos dhimmi" da população não-muçulmana da Turquia otomana. Isto resultou no Genocídio Armênio, matando 1,5 milhões de cidadãos otomano-armênios e no Genocídio Assírio.
O Três Paxás foram os principais protagonistas da Aliança germano-otomana e da entrada do Império Otomano na Primeira Guerra Mundial ao lado das Potências Centrais. Um dos três, Ahmed Djemal, se opôs a uma aliança com a Alemanha, e a diplomacia francesa e russa tentaram manter o Império Otomano fora da guerra, mas a Alemanha estava movendo-se para um compromisso. Finalmente, em 29 de outubro, um ponto de não retorno foi alcançado quando o almirante Wilhelm Souchon assumiu o comando dos cruzadores Yavuz Sultan Selim e Midilli, junto com uma esquadra de navios de guerra turcos no mar Negro, e invadiu os portos russos de Odessa, Sebastopol e Teodosia. Alegou-se que Ahmed Djemal concordou no início de outubro de 1914 a autorizar o almirante Souchon para lançar um ataque preventivo.
Ismail Enver só teve apenas uma vez que tomou o controle de qualquer atividade militar (Batalha de Sarikamis), e deixou o Terceiro Exército em ruínas. A Primeira Ofensiva de Suez e a Revolta Árabe são falhas mais significativas de Ahmed Djemal.

## Destino do triunvirato
Em 2 de novembro, após o Armistício de Mudros, Enver, Talat e Djemal, fugiram de Istambul. Todos os três foram, posteriormente, julgados in absentia na Corte Marcial da Turquia de 1919-1920 e foram sentenciados à morte. Talat e Djemal foram assassinados pela Operação Nêmesis e Enver foi morto por um soldado do Exército Vermelho na Ásia Central durante a Guerra Civil Russa, que também foi reivindicado pela Operação Nêmesis.